# Matěj Popel
Matěj F. Popel (též Matyáš či německy Mathias F. Popel, 25. února 1798 Praha – 1. března 1865 Praha) byl český lékař, oftalmolog, zvěrolékař, vysokoškolský pedagog a odborný spisovatel působící v letech 1850 až 1851   jako rektor pražské Ferdinandovy univerzity, v letech 1857 až 1859 pak jako děkan její lékařské fakulty.

## Životopis
Narodil se v Praze v české rodině. Navštěvoval hlavní měšťanskou školu u Týnského chrámu a Staroměstské gymnázium, roku pak 1815 nastoupil na filozofickou fakultu Ferdinandovy univerzity v Praze, kde studoval především matematiku, češtinu a italštinu, zabýval se také hudbou. Dlouhodobá oční nemoc jeho sestry jej pak přivedla ke studiu lékařství, která zakončil v únoru 1824 získáním doktorátu. Nějakou dobu pak působil jako asistent oční kliniky, poté jako praktický lékař, roku 1827 pak složil zkoušku pro lékaře ve veřejné správě. Následně pak pracovně působil na Kouřimsku a Berounsku, roku 1830 byl jmenován krajským lékařem v Táboře.   
Roku 1831 byl jmenován profesorem státního (soudního) lékařství na pražské univerzitě, kde začal pedagogicky působil. Byl členem dobročinných spolků. Ve 40. letech 19. století patřil k prvním profesorům fakulty, kteří konali své přednášky také v češtině, a to i po revolučních událostech roku 1848 a nástupu tzv. Bachova absolutismu. Roku 1849 byl jmenován proděkanem a stal se přísedícím akademického senátu. Roku 1850 byl zvolen rektorem univerzity, téhož roku byl jmenován řádným členem stálé lékařské komise v Čechách. Jako senior profesorů fakulty obdržel roku 1851 titul císařského rady. Roku 1853 zastával ještě profesuru v oboru zvěrolékařství, v letech 1857 až 1859 potom působil jako děkan její lékařské fakulty. Přispíval také do několika vědeckých časopisů.
Roku 1863 mu byl udělen řád Františka Josefa.

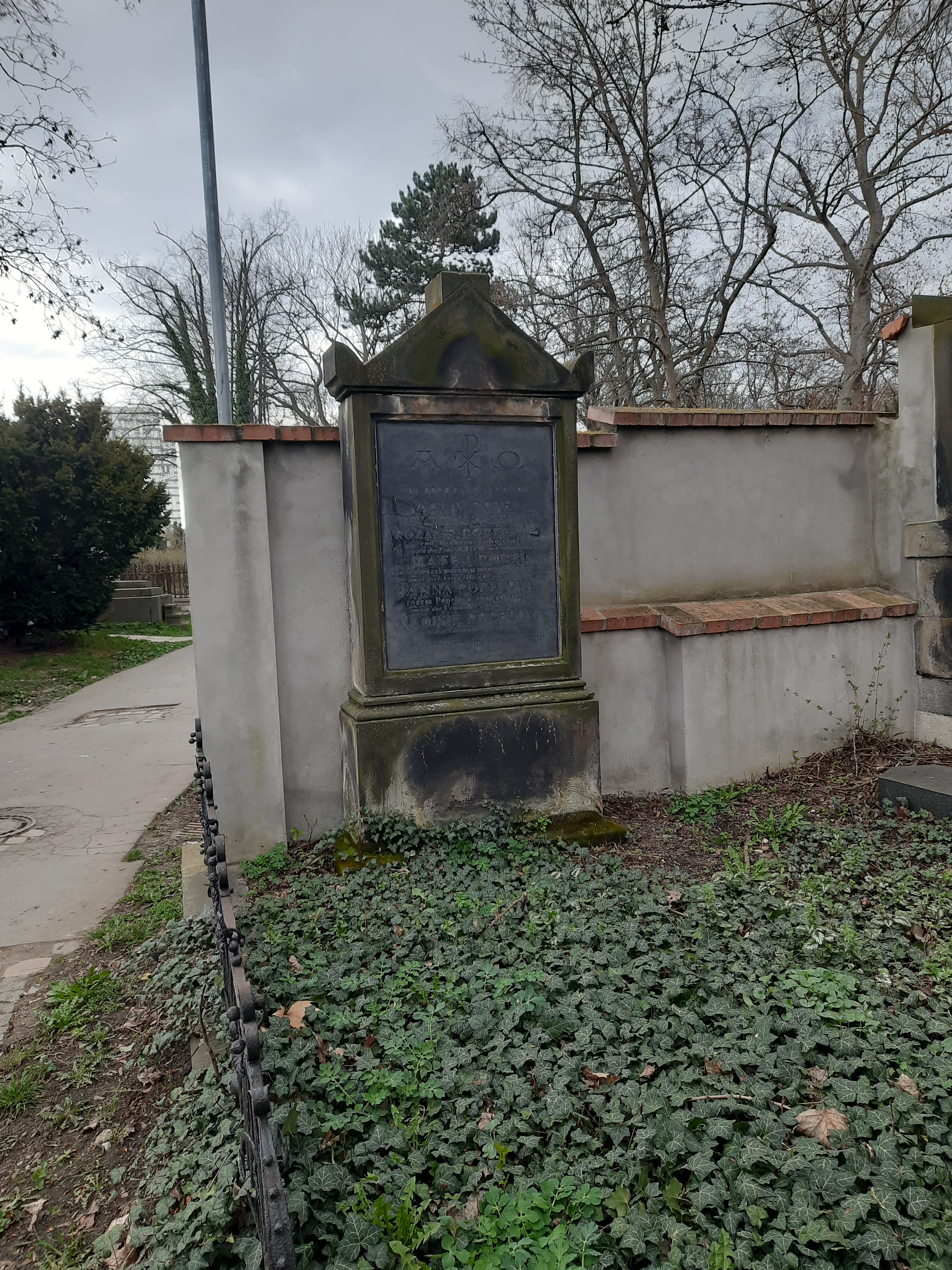
Hrobka rodiny Popelovy na Olšanských hřbitovech

Zemřel 1. března 1865 v Praze ve věku 67 let následkem mozkové mrtvice. Pohřben byl na Olšanských hřbitovech.